# Al-Dżunajnat
Al-Dżunajnat (arab. الجنينات) – wieś w Syrii, w muhafazie Hims. W 2004 roku liczyła 518 mieszkańców.